# Linamon
Linamon is een gemeente in de Filipijnse provincie Lanao del Norte in het noorden van het eiland Mindanao. Bij de laatste census in 2007 had de gemeente ruim 16 duizend inwoners.

## Geografie

### Bestuurlijke indeling
Linamon is onderverdeeld in de volgende 8 barangays:
| - Busque - Larapan - Magoong - Napo - Poblacion - Purakan - Robocon - Samburon |

## Demografie
Linamon had bij de census van 2007 een inwoneraantal van 16.340 mensen. Dit zijn 1.381 mensen (9,2%) meer dan bij de vorige census van 2000. De gemiddelde jaarlijkse groei komt daarmee uit op 1,23%, hetgeen lager is dan het landelijk jaarlijks gemiddelde over deze periode (2,04%). Vergeleken met de census van 1995 is het aantal mensen met 1.811 (12,5%) toegenomen.

De bevolkingsdichtheid van Linamon was ten tijde van de laatste census, met 16.340 inwoners op 76,38 km², 213,9 mensen per km².